# Melmoth réconcilié
Melmoth réconcilié est une nouvelle d’Honoré de Balzac parue en 1835, inspirée du roman Melmoth ou l'Homme errant de Charles Robert Maturin. Elle fait partie des Études philosophiques de La Comédie humaine.

## Historique
Le projet initial, qui avait pour titre Le Dernier Bienfait de Melmoth-le-Voyageur et La Fin de Melmoth, a été publié pour la première fois en tête du recueil Le Livre des Conteurs, chez l’éditeur Lequien.
Après une dédicace « à monsieur le général baron de Pommereul, en souvenir de la constante amitié qui a lié nos pères et qui subsiste entre les fils », Balzac, dans l'incipit de l'ouvrage, définit ainsi le caissier qui sera la proie de Melmoth : « Il est une nature d’homme que la Civilisation obtient dans le Règne Social, comme les fleuristes créent dans le Règne Végétal par l’éducation de la serre, une espèce hybride qu’ils ne peuvent reproduire ni par semis, ni par bouture. Cet homme est un caissier, véritable produit anthropomorphe, arrosé par les idées religieuses, maintenu par la guillotine, ébranché par le vice, et qui pousse à un troisième étage entre une femme estimable et des enfants ennuyeux. » C’est dire le peu d’estime qu’il a pour le personnage auquel il réserve une vie affreuse.
Cette nouvelle, à la fois étude de mœurs, récit fantastique et ouvrage édifiant, laisse entrevoir le mysticisme de Balzac qu’on retrouve dans d’autres œuvres où la rédemption est un préalable à la mort.

## Résumé
Melmoth arrive au moment où le caissier de Nucingen, Castanier, presque ruiné par sa maîtresse, Aquilina, s’apprête à détourner une grosse somme à des fins personnelles. Melmoth propose à Castanier de lui acheter son âme et il lui donne un second rendez-vous où il lui livrera un secret qui lui pèse : la puissance qu’il a obtenue en faisant un pacte avec le Diable peut se transmettre pendant cent cinquante ans si quelqu’un autre reprend le pacte à son compte. Melmoth veut ainsi retrouver la paix de l’esprit et il se débarrasse de son fardeau sur Castanier, trop heureux dans un premier temps d’en user à loisir.
Mais, bientôt lassé par les dons surnaturels qu'il a hérités, le caissier cherche à son tour à se défaire du pacte satanique. Pour cela, il lui faut trouver un remplaçant, qu’il cherche parmi les boursicoteurs. Le pacte passe ainsi en de nombreuses mains, perdant peu à peu de son pouvoir. Et tandis que Melmoth meurt, enfin réconcilié avec Dieu et avec lui-même, c’est un clerc de notaire qui hérite en dernier ce tragique pacte.

## Thème
John Melmoth est le héros mythique du roman de l'écrivain irlandais Charles Robert Maturin, intitulé Melmoth ou l'Homme errant (Melmoth the Wanderer), paru en 1820, une œuvre admirée par Balzac. Le personnage de Melmoth, auquel Satan accorde d’immenses pouvoirs en échange de son âme, est donc associé, tout comme Faust, au thème du pacte avec le Diable.